# Eupteryx irminae
Eupteryx irminae är en insektsart som beskrevs av Irena Dworakowska 1969. Eupteryx irminae ingår i släktet Eupteryx och familjen dvärgstritar. Inga underarter finns listade i Catalogue of Life.